# 第6回ハリウッド批評家協会映画賞
第6回ハリウッド批評家協会映画賞（6th Hollywood Critics Association Film Awards）は、ハリウッド批評家協会が主催する映画賞。2023年2月24日にビバリーヒルズのビバリー・ウィルシャー・ホテルで授賞式が執り行われ、同日には第1回ハリウッド批評家協会クリエイティブ・アーツ賞の受賞作品がソーシャルメディアで発表された。両映画賞のノミネート作品の発表は2022年12月8日、15日にそれぞれインターネット上で行われた。授賞式の司会はコメディアンのティグ・ノタロが務め、KNEKTテレビジョン・ネットワークで中継されたほか、ハリウッド批評家協会のYouTube公式チャンネルでも配信された。
最多ノミネート作品は『エブリシング・エブリウェア・オール・アット・ワンス』の9部門で、『イニシェリン島の精霊』の7部門が続いた。『エブリシング・エブリウェア・オール・アット・ワンス』はクリエイティブ・アーツ賞でも最多ノミネート（7部門）を記録している。最多受賞作品は『エブリシング・エブリウェア・オール・アット・ワンス』の5部門で、クリエイティブ・アーツ賞でも編集賞を受賞している。

## 受賞結果

### 部門賞
| 作品賞 | 監督賞 |
| --- | --- |
| - 『エブリシング・エブリウェア・オール・アット・ワンス』 - 『アバター:ウェイ・オブ・ウォーター』 - 『イニシェリン島の精霊』 - 『エルヴィス』 - 『フェイブルマンズ』 - 『RRR』 - 『TAR/ター』 - 『トップガン マーヴェリック』 - 『ウーマン・キング 無敵の女戦士たち』 - 『ウーマン・トーキング 私たちの選択』                                                               | - ダニエル・クワン&ダニエル・シャイナート - 『エブリシング・エブリウェア・オール・アット・ワンス』 - バズ・ラーマン - 『エルヴィス』 - ジーナ・プリンス＝バイスウッド - 『ウーマン・キング 無敵の女戦士たち』 - ジェームズ・キャメロン - 『アバター:ウェイ・オブ・ウォーター』 - マーティン・マクドナー - 『イニシェリン島の精霊』 - パク・チャヌク - 『別れる決心』 - S・S・ラージャマウリ - 『RRR』 - サラ・ポーリー - 『ウーマン・トーキング 私たちの選択』 - スティーヴン・スピルバーグ - 『フェイブルマンズ』 - トッド・フィールド - 『TAR/ター』 |
| 主演男優賞 | 主演女優賞 |
| - ブレンダン・フレイザー - 『ザ・ホエール』：チャーリー役 - オースティン・バトラー - 『エルヴィス』：エルヴィス・プレスリー役 - コリン・ファレル - 『イニシェリン島の精霊』：パードリック役 - ポール・メスカル - 『aftersun/アフターサン』：カルム役 - トム・クルーズ - 『トップガン マーヴェリック』：ピート・"マーヴェリック"・ミッチェル海軍大佐役                      | - ミシェル・ヨー - 『エブリシング・エブリウェア・オール・アット・ワンス』：エヴリン・ワン・クワン役 - ケイト・ブランシェット - 『TAR/ター』：リディア・ター役 - ダニエル・デッドワイラー - 『ティル』：メイミー・ティル役 - ミシェル・ウィリアムズ - 『フェイブルマンズ』：ミッツィ役 - ヴィオラ・デイヴィス - 『ウーマン・キング 無敵の女戦士たち』：ナニスカ将軍役 |
| 助演男優賞 | 助演女優賞 |
| - キー・ホイ・クァン - 『エブリシング・エブリウェア・オール・アット・ワンス』：ウェイモンド・ワン役 - バリー・コーガン - 『イニシェリン島の精霊』：ドミニク役 - ベン・ウィショー - 『ウーマン・トーキング 私たちの選択』：オーガスト役 - ブレンダン・グリーソン - 『イニシェリン島の精霊』：コルム役 - ブライアン・タイリー・ヘンリー - 『その道の向こうに』：ジェームズ役 | - アンジェラ・バセット - 『ブラックパンサー/ワカンダ・フォーエバー』：ラモンダ女王役 - ホン・チャウ - 『ザ・ホエール』：リズ役 - ジェイミー・リー・カーティス - 『エブリシング・エブリウェア・オール・アット・ワンス』：ディアドラ・ボーベアドラ役 - キキ・パーマー - 『NOPE/ノープ』：エメラルド・ヘイウッド役 - ケリー・コンドン - 『イニシェリン島の精霊』：シボーン役 - ステファニー・スー - 『エブリシング・エブリウェア・オール・アット・ワンス』：ジョイ・ワン / ジョブ・トゥパキ役                                                             |
| キャスト・アンサンブル賞 | ボイス/モーションキャプチャ演技賞 |
| - 『エブリシング・エブリウェア・オール・アット・ワンス』 - 『バビロン』 - 『ナイブズ・アウト: グラス・オニオン』 - 『ウーマン・キング 無敵の女戦士たち』 - 『ウーマン・トーキング 私たちの選択』 | - ジェニー・スレイト - 『マルセル 靴をはいた小さな貝』：マルセル役 - アントニオ・バンデラス - 『長ぐつをはいたネコと9つの命』：長ぐつをはいたネコ役 - ユアン・マクレガー - 『ギレルモ・デル・トロのピノッキオ』：セバスチャン・J・クリケット役 - ロザリー・チアン - 『私ときどきレッサーパンダ』：メイリン・"メイ"・リー役 - ゾーイ・サルダナ - 『アバター:ウェイ・オブ・ウォーター』：ネイティリ役 |
| 脚本賞 | 脚色賞 |
| - ダニエル・クワン&ダニエル・シャイナート - 『エブリシング・エブリウェア・オール・アット・ワンス』 - マーティン・マクドナー - 『イニシェリン島の精霊』 - セス・リース、ウィル・トレイシー - 『ザ・メニュー』 - スティーヴン・スピルバーグ、トニー・クシュナー - 『フェイブルマンズ』 - トッド・フィールド - 『TAR/ター』                                                   | - サラ・ポーリー - 『ウーマン・トーキング 私たちの選択』 - ギレルモ・デル・トロ、パトリック・マクヘイル - 『ギレルモ・デル・トロのピノッキオ』 - レベッカ・レンキェヴィッチ - 『SHE SAID/シー・セッド その名を暴け』 - ライアン・ジョンソン - 『ナイブズ・アウト: グラス・オニオン』 - サミュエル・D・ハンター - 『ザ・ホエール』 |
| アクション映画賞 | アニメ映画賞 |
| - 『RRR』 - 『THE BATMAN-ザ・バットマン-』 - 『ブラックパンサー/ワカンダ・フォーエバー』 - 『トップガン マーヴェリック』 - 『ウーマン・キング 無敵の女戦士たち』 | - 『ギレルモ・デル・トロのピノッキオ』 - 『バッドガイズ』 - 『マルセル 靴をはいた小さな貝』 - 『長ぐつをはいたネコと9つの命』 - 『私ときどきレッサーパンダ』 |
| コメディ映画賞 | ドキュメンタリー映画賞 |
| - 『ナイブズ・アウト: グラス・オニオン』 - 『Bros』 - 『ザ・メニュー』 - 『逆転のトライアングル』 - 『マッシブ・タレント』 | - 『おやすみ オポチュニティ』 - 『All the Beauty and the Bloodshed』 - 『ファイアー・オブ・ラブ 火山に人生を捧げた夫婦』 - 『デヴィッド・ボウイ ムーンエイジ・デイドリーム』 - 『セレーナ・ゴメス My Mind and Me』 |
| ホラー映画賞 | インディペンデント映画賞 |
| - 『ブラック・フォン』 - 『バーバリアン』 - 『ボーンズ アンド オール』 - 『NOPE/ノープ』 - 『X エックス』 | - 『マルセル 靴をはいた小さな貝』 - 『aftersun/アフターサン』 - 『チャチャ・リアル・スムース』 - 『エブリシング・エブリウェア・オール・アット・ワンス』 - 『TAR/ター』 |
| 国際映画賞 | 第一回作品賞 |
| - 『RRR』 - 『西部戦線異状なし』 - 『アルゼンチン1985 〜歴史を変えた裁判〜』 - 『CLOSE/クロース』 - 『別れる決心』 | - シャーロット・ウェルズ - 『aftersun/アフターサン』 - ドミー・シー - 『私ときどきレッサーパンダ』 - エレガンス・ブラットン - 『インスペクション ここで生きる』 - ジョン・パットン・フォード - 『エミリー・ザ・クリミナル』 - ライラ・ノイゲバウアー - 『その道の向こうに』 |
| 短編映画賞 | |
| - 『All Too Well: The Short Film』 - 『Moshari』 - 『North Star』 - 『Regret to Inform You』 - 『Triggered』 | |

### 特別名誉賞
- スポットライト賞 - 『RRR』[13]
- スター・オン・ザ・ライズ賞 - ガブリエル・ラベル（英語版）[12]
- 技術功労賞 - リック・カーター[12]
- 演技功労賞 - アンジェラ・バセット[13]
- 映画製作功労賞 - ライアン・ジョンソン[13]

## 複数受賞・ノミネート
| 数 | 作品名                                                 |
| -- | ------------------------------------------------------ |
| 9  | 『エブリシング・エブリウェア・オール・アット・ワンス』 |
| 7  | 『イニシェリン島の精霊』                               |
| 5  | 『ウーマン・キング 無敵の女戦士たち』                  |
| 5  | 『TAR/ター』                                           |
| 5  | 『ウーマン・トーキング 私たちの選択』                  |
| 4  | 『RRR』                                                |
| 4  | 『フェイブルマンズ』                                   |
| 3  | 『aftersun/アフターサン』                              |
| 3  | 『アバター:ウェイ・オブ・ウォーター』                  |
| 3  | 『エルヴィス』                                         |
| 3  | 『トップガン マーヴェリック』                          |
| 3  | 『ナイブズ・アウト: グラス・オニオン』                 |
| 3  | 『ギレルモ・デル・トロのピノッキオ』                   |
| 3  | 『マルセル 靴をはいた小さな貝』                        |
| 3  | 『ザ・ホエール』                                       |
| 3  | 『私ときどきレッサーパンダ』                           |
| 2  | 『その道の向こうに』                                   |
| 2  | 『ブラックパンサー/ワカンダ・フォーエバー』            |
| 2  | 『別れる決心』                                         |
| 2  | 『ザ・メニュー』                                       |
| 2  | 『NOPE/ノープ』                                        |
| 2  | 『長ぐつをはいたネコと9つの命』                        |

| 数 | 作品名                                                 |
| -- | ------------------------------------------------------ |
| 5  | 『エブリシング・エブリウェア・オール・アット・ワンス』 |
| 3  | 『RRR』                                                |
| 2  | 『マルセル 靴をはいた小さな貝』                        |